# Andreas Röschlaub

Andreas Röschlaub.
Lithographie eines unbekannten Künstlers, zwischen 1800 und 1830

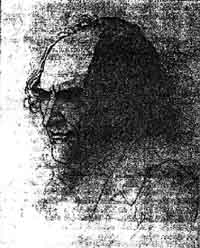
Andreas Röschlaub nach einer Zeichnung von Peter von Cornelius

Johann Andreas Röschlaub (* 21. Oktober 1768 in Lichtenfels; † 7. Juli 1835 in Oberdischingen/Oberamt Ehingen) war ein deutscher Mediziner, Naturphilosoph und Brownianer sowie Hochschullehrer in Bamberg und Landshut.

## Leben
Andreas Röschlaub, aus einfachen Verhältnissen stammend, begann 1786 sein Studium der Theologie in Bamberg. 1787 wechselte er zur Medizin und studierte dieses Fach außer in Bamberg auch in Würzburg. 1795 wurde er an der Universität Bamberg mit seiner Dissertation De febri fragmentum promoviert.
Im Jahr 1796 erhielt er eine außerordentliche Professur für Medizin an der Universität Bamberg und amtierte seit 1797 als Beisitzer der medizinischen Fakultät. 1798 wurde er ordentlicher Professor für Pathologie und Klinik am Bamberger Allgemeinen Krankenhaus und war dort seit 1799 zweiter Arzt neben Adalbert Friedrich Marcus (1753–1818), dem Leibarzt von Franz Ludwig von Erthal. Dieser war im gleichen Jahr 1799 zum Fürstbischof von Würzburg und Bamberg gewählt worden.
1802 folgte Röschlaub einem Ruf an die Universität Landshut, wo er als Professor für Pathologie und Medizin, Leiter der Klinik sowie als praktischer Arzt bis 1824 wirkte. Seine Bewerbung am Würzburger Juliusspital im Jahr 1805 war erfolglos. In Landshut erwarb er sich bei seinen Anhängern großes Ansehen, es erwuchs ihm aber auch eine starke Gegnerschaft durch den Stadtmagistrat und kirchliche Kreise.
Da er auf eine Vergrößerung und Reformierung der Klinik drängte, wurde er vom Ministerium für zwei Jahre vom Dienst suspendiert. Nach der Verlegung der Universität Landshut nach München 1826 wurde Röschlaub dort wieder als ordentlicher Professor der Medizin angestellt.

## Lehre

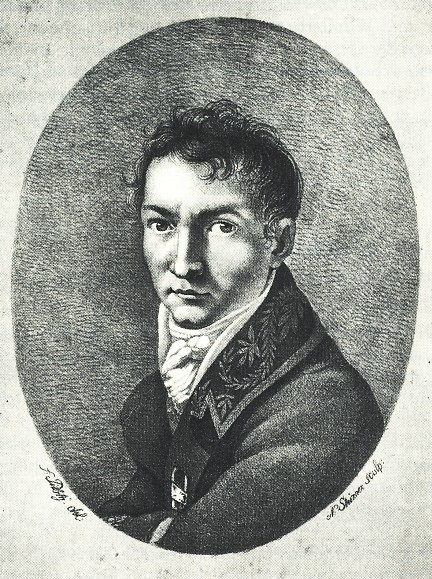
Andreas Röschlaub auf einer Lithographie von Ferdinand Piloty d. Ä.

Röschlaub zählte in seiner Zeit zu den einflussreichsten und zugleich umstrittensten Ärzten. Schon in seiner Dissertation beschäftigte er sich mit dem Konzept des schottischen Arztes John Brown, das er 1798 in seiner ersten großen Schrift Untersuchungen über die Pathogenie weiterführte. Er entwickelte seine eigene Erregungstheorie, die unter Einfluss von Friedrich Wilhelm Joseph Schelling und Johann Gottlieb Fichte Browns mechanisches Modell durch ein dynamisch-prozesshaftes ersetzte.
Zur Bekräftigung seiner Auslegung des Brownschen Systems veröffentlichte er eine vollständig erdichtete Krankengeschichte über August von Kotzebue. Als Kotzebue 1801 aus Sibirien zurückkehrte, deckte dieser den Schwindel auf und Röschlaub musste seine Falschdarstellung eingestehen.
Er begriff die Medizin als ein Ganzes und betonte die Interaktion zwischen Organismus und Umwelt. Dementsprechend verlangte er die Vereinigung von Physiologie und Pathologie sowie deren Verbindung mit der Therapie. Er forderte ein enges Zusammenwirken zwischen naturwissenschaftlicher Theorie und Klinik und geriet damit in Gegensatz zur traditionellen, an Hippokrates orientierten Schulmedizin.
1799 begründete er die Zeitschrift Magazin zur Vervollkommnung der theoretischen und praktischen Heilkunde. Sie erschien bis 1809 und diente als Diskussionsforum für neue medizinische Auffassungen. Unterstützung fand Röschlaub besonders bei einer jungen Generation von Physiologen, während Vertreter der traditionellen Medizin, besonders Christoph Wilhelm Hufeland, seinen Ansichten mit Misstrauen begegneten.
Schelling kam 1799 für ein Semester nach Bamberg, um Röschlaub kennenzulernen. Es entwickelte sich zunächst eine tiefe Freundschaft und für beide Seiten fruchtbare Zusammenarbeit, die jedoch schon 1804 einer Entfremdung aufgrund unterschiedlicher Auffassungen über die Grundlagen der Medizin Platz machte. Dem war allerdings eine Entfremdung zwischen A. F. Marcus und Röschlaub bereits vorausgegangen. Röschlaub war bereits 1802 einem Ruf an die Universität Landshut gefolgt. Die Entfremdung hatte sich ergeben anlässlich der offensichtlichen Auseinandersetzungen zwischen Röschlaub und Joseph Reubel einerseits und Ignaz Döllinger andererseits, dem Nachfolger Röschlaubs in Bamberg, in denen Marcus wohl für Reubel und Döllinger Partei ergriff. Reubel und Döllinger hatten sich nach Ansicht von Röschlaub zu sehr in die naturphilosophische Sichtweise Schellings hinein begeben und sich damit von dem auch pragmatisch ausgerichteten Medizinverständnis Röschlaubs entfernt. 1805 wandte sich Röschlaub offen von Schellings Naturphilosophie ab. Er vertrat eine zwar auf Naturphilosophie gegründete wissenschaftliche Klinik der Medizin als Propädeutik, aber darüber hinaus auch eine Praxis, in der die Naturphilosophie eher im Hintergrund stehen müsse (Theoretisch-pragmatische Schule). Das nahmen aber weder Marcus noch Schelling hin.
In dem von ihm herausgegebenen Neuen Magazin für klinische Medizin (1816/17) setzte sich Röschlaub mit früher von ihm vertretenen Standpunkten sowie dem Brownianismus und der naturphilosophischen Schule kritisch bis polemisch auseinander. In seinen letzten Lebensjahren beschränkte er sich weitgehend auf die praktische Medizin und den klinischen Unterricht. Seine Ideen wurden besonders durch seinen Schüler Johann Lukas Schönlein fortgeführt.

## Schriften
- Untersuchungen über die Pathogenie oder Einleitung in die medicinische Theorie, 3 Bände, Frankfurt am Main, 1798–1800.
- Von dem Einflusse der Brown’schen Theorie auf die praktische Heilkunde, Würzburg 1798
- Lehrbuch der Nosologie, Bamberg/Würzburg 1801
- Über Medizin, ihr Verhältnis zur Chirurgie, nebst Materialien zu einem Entwurfe der Polizei der Medizin, Frankfurt am Main 1802
- Lehrbuch der besonderen Nosologie, Jatreusiologie und Jaterie, Frankfurt am Main, 1807–10
- Philosophische Werke. Bd. 1: Über die Würde und das Wachstum der Wissenschaften und Künste und ihre Einführung in das Leben, Sulzbach 1827
- Magazin zur Vervollkommnung der theoretischen und praktischen Heilkunde 1799–1809 in zehn Bänden